# Agyness Deyn
Agyness Deyn (/ˈæɡnɪs diːn/ nacida bajo el nombre de Laura Hollins Littleborough, 16 de febrero de 1983) es una modelo y actriz inglesa que actualmente encabeza las campañas de Burberry y Giorgio Armani.

## Biografía

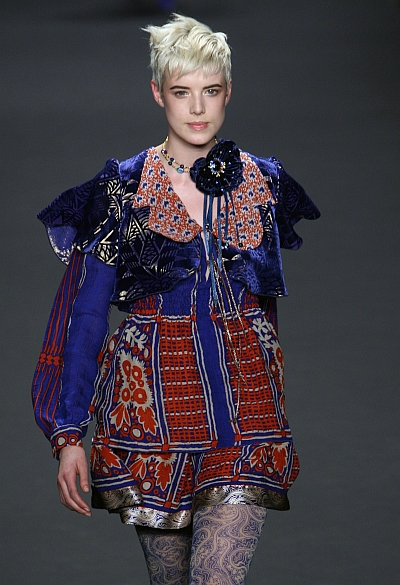
Agyness Deyn, en el desfile de Anna Sui en 2008.

Agyness Deyn es la segunda de 3 hermanos y su madre Lorraine, es enfermera. Empezó trabajando de medio tiempo a los 14 años en Stubbins. Dejó su hogar por Londres, trabajó vendiendo hamburguesas por las tardes, y en un bar por las noches. Después de unos meses, fue descubierta por un fotógrafo y contratada por la agencia de modelos Models 1.

## Carrera
Uno de sus clientes en Stubbins era Henry Holland, diseñador y creador de las blusas con frases House Of Holland. Ahora es la modelo de la marca. Deyn ha aparecido dos veces en Vogue Italia, en la portada de noviembre de 2006 y en la de septiembre de 2007.
En la portada de mayo de 2007 de la versión estadounidense de Vogue apareció con las modelos Doutzen Kroes, Caroline Trentini, Raquel Zimmermann, Sasha Pivovarova, Jessica Stam, Coco Rocha, Hilary Rhoda, Chanel Iman, y Lily Donaldson como las nuevas supermodelos.
También ha sido portada de las revistas Vogue UK, the Observer Woman, The Sunday Times Style, Pop, Grazia, Time Style & Life, Vogue Italia y en otras numerosas revistas internacionales.
Deyn ha sido llamada la nueva Kate Moss.
También ganó el premio a la modelo del año de los British Fashion Awards celebrados el 27 de noviembre de 2007.

## Vida personal
Fue novia de Josh Hubbard de la banda The Paddingtons y de Albert Hammond Jr., guitarrista de la banda The Strokes. También ha salido con el cantante y guitarrista Miles Kane, de The Rascals.
El 24 de junio del 2012 se casó con el actor estadounidense Giovanni Ribisi, se separaron en 2013 y el divorcio se finalizó en 2015.
En agosto de 2016, Deyn se casó con el empresario Joel McAndrew en Nueva York.